# 中国国際輸入博覧会

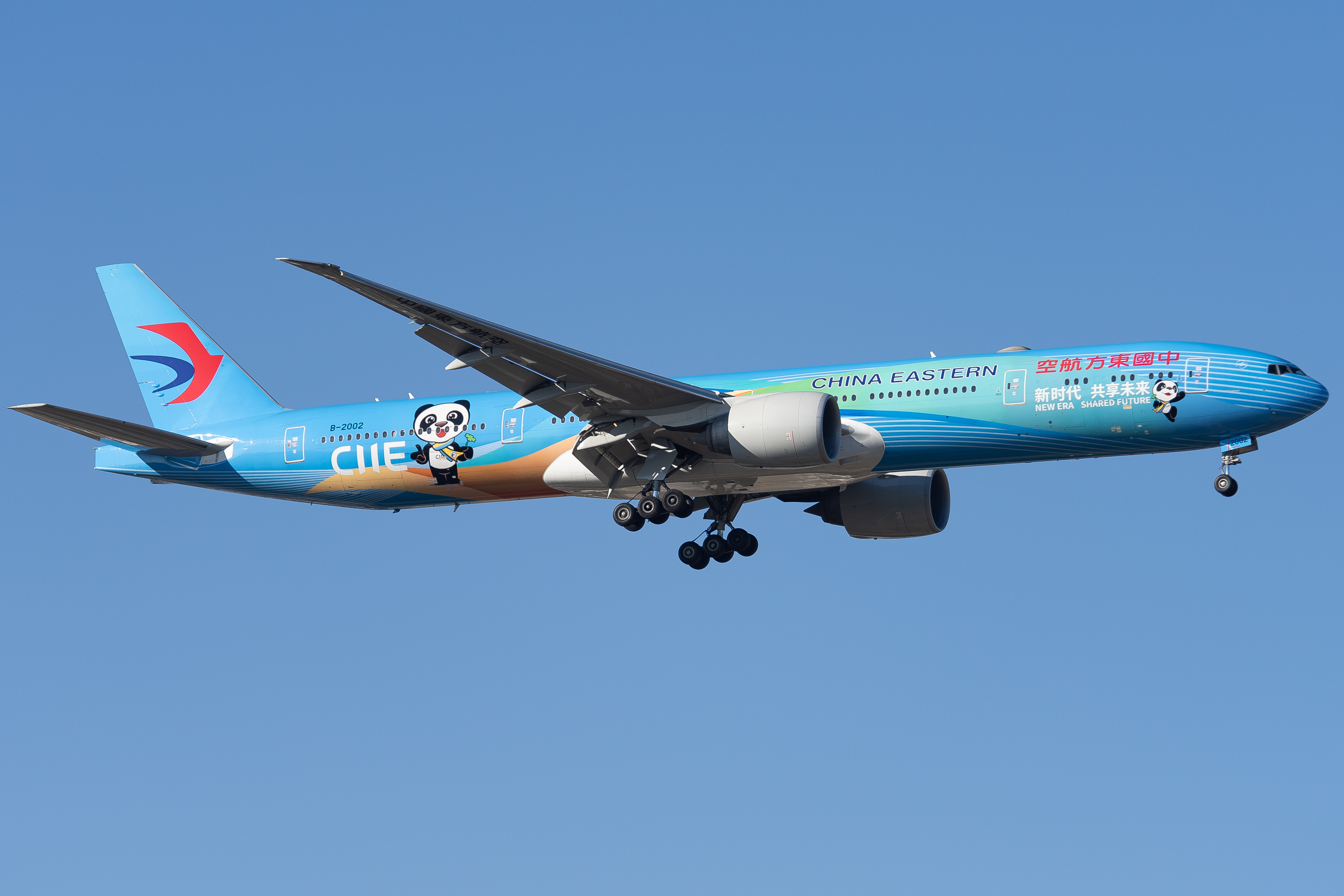
中国東方航空の中国国際輸入博覧会特別塗装機（ボーイング777-300ER）

中国国際輸入博覧会（ちゅうごくこくさいゆにゅうはくらんかい）（英語名：China International Import Expo）は、中国政府が輸入拡大に向けて行われる、輸入をテーマとする展示会。展示会とフォーラムからなる。会場は、上海市青浦区にある国家会展中心。
2017年5月、習近平国家主席（党総書記）が一帯一路国際協力サミットフォーラムにて開催を提唱。 テーマは、中国にとっての輸入であり、中国内で生産されたものや中国法人の出品の対象外。日本からは日本貿易振興機構（ジェトロ）が窓口、取りまとめ役となり、ジャパン・パビリオンを設営して中小企業に出品の機会を提供する。

## 第1回中国国際輸入博覧会
開催日程は、2018年11月5日-11月10日。日本からは、ジェトロを通さずに主催者へ直接申し込んだ企業も含め約380社・団体が出品した。
輸入博の参加企業等は3600余。広域経済圏構想である一帯一路の沿線国との間で多数の商談がまとまり、47億2000万ドル相当の成約に至った。

## 第2回中国国際輸入博覧会
開催日程は、2019年11月5日-11月10日。